# Teufelskirche
De Teufelskirche, ook Teufelskirchl genoemd, is een berg in de deelstaat Salzburg, Oostenrijk. De berg heeft een hoogte van 2520 meter. 
De Teufelskirche is onderdeel van het bergmassief Hochkönig, dat weer deel uitmaakt van de Berchtesgadener Alpen.